# El Monte
Pour les articles homonymes, voir El Monte (homonymie).
El Monte est une ville du comté de Los Angeles, dans l'État de Californie aux États-Unis, située dans la vallée de San Gabriel. Sa population s’élevait à 113 475 habitants lors du recensement de 2010, estimée à 116 109 habitants en 2017.

## Présentation
El Monte est la 44e plus grande ville de cet État au regard de la population (113 475 habitants en 2010), et la 191e des États-Unis. Sa superficie est de 25,1 km2. Contrairement à ce que l'on pourrait croire, la signification du nom de la ville n'est pas « montagne » mais « marais », « lieu boisé », « prairie ».

## Démographie
| Groupe                           | El Monte | Californie | États-Unis |
| -------------------------------- | -------- | ---------- | ---------- |
| Blancs                           | 38,8     | 57,6       | 72,4       |
| Autres                           | 31,0     | 17,0       | 6,2        |
| Asiatiques                       | 25,1     | 13,1       | 4,8        |
| Métis                            | 3,2      | 4,9        | 2,9        |
| Amérindiens                      | 1,0      | 1,0        | 0,9        |
| Afro-Américains                  | 0,8      | 6,2        | 12,6       |
| Océaniens                        | 0,1      | 0,4        | 0,2        |
| Total                            | 100      | 100        | 100        |
|                                  |          |            |            |
| Hispaniques et Latino-Américains | 69,0     | 37,6       | 16,7       |

En 2010, la population hispanique et latino est majoritairement d'origine mexicaine, les Mexicano-Américains représentant 60 % de la population de ville. Les Sino-Américains et les Viêtnamo-Américains représentent quant à eux respectivement 13,6 % et 7,4 % de la population. Les Blancs non hispaniques représentent quant à eux que 4,9 % de la population.
Selon l'American Community Survey, pour la période 2011-2015, 56,68 % de la population âgée de plus de 5 ans déclare parler l’espagnol à la maison, 17,79 % déclare parler une langue chinoise, 14,66 % l'anglais, 7,96 % le vietnamien, 1,08 % le tagalog et 1,83 % une autre langue.
Selon l'American Community Survey, pour la période 2011-2015, 24,9 % de la population vit sous le seuil de pauvreté (15,5 % au niveau national). Ce taux masque des inégalités importantes, puisqu'il est de 29,3 % pour les Latinos et Hispaniques et de 13,4 % pour les Blancs non hispaniques. De plus 38,8 % des personnes de moins de 18 ans vivent en dessous du seuil de pauvreté, alors que 20,7 % des 18-64 ans et 18,9 % des plus de 65 ans vivent en dessous de ce taux.
| 1920  | 1930  | 1940  | 1950  | 1960   | 1970   |
| ----- | ----- | ----- | ----- | ------ | ------ |
| 1 283 | 3 479 | 4 746 | 8 101 | 13 163 | 69 892 |

| 1980   | 1990    | 2000    | 2010    | - | - |
| ------ | ------- | ------- | ------- | - | - |
| 79 494 | 106 209 | 115 965 | 113 475 | - | - |

## Personnalités nées à El Monte
- Leonard Nathan (1924-2007), universitaire, poète, traducteur et critique littéraire américain, qui fut professeur à l'université de Californie à Berkeley de 1968 à 1991, où il enseigna la rhétorique.
- John Scatman né le 13 mars 1942, chanteur de scat/dance. Mort le 3 décembre 1999.